# Malashnikow
Malashnikow je česká rocková hudební skupina hrající původní tvorbu s českými texty.

## Historie
V roce 2008 skupina vydala album Malashnikow 2008, v roce 2010 pak vydala album Malashnikow 2010.  
V roce 2011 se kapela stala vítězem ankety Hvězda Horáckých novin a také zvítězila v soutěži o hraní na velkém festivalu Zámostí v Třebíči.  
V roce 2013 pak skupina vydala album Prostorová síla.  
Kapela vyhrála soutěž o hraní na dalším velkém festivalu Jamrock, kde také zahrála.  
V dalších letech byla kapela vybrána opakovaně na festival Rock'n'beer fest v Praze, kde v roce 2013 a 2014 účinkovala. 
V roce 2014 také vydala singl Dezertér, kdy pak následovalo vydání alba Křídla. Následně pak v roce 2017 vydala singl Cesta a album Šok.
Kapela zvítězila v dalších hlasovacích soutěžích o hraní na velkých festivalech - Sázavafestu (2016), Cibulafestu (2017) a Verbířfestu (2017), kde ale byla i přes uznané vítězství pořadatelem Janem Šundou nakonec vyřazena z programu z politických důvodů a údajně závadných textů.
Potom následovalo vydání alba Severní píseň (2020) a siglu Už dost! (2021), kde hostuje mimo jiné zpěvák kapely Trilobit-Rock. 
Následuje vydání alb Zpátky do normálu (2022).
V dalších letech vystupuje např. v pražském klubu Vagonu, na Traktoriádě v Libčici nad Vltavou  nebo na Českém Woodstocku.
V roce 2025 vydává album  Offline (2025).

## Diskografie
- 2003 - Rock'n'roll – alkohol
- 2008 - Malashnikow
- 2010 - Malashnikow 2010
- 2012 - Nechtej se ptát
- 2013 - Prostorová síla
- 2014 - Dezertér - Čarodějka - singl (2014)
- 2015 - Křídla
- 2017 - Cesta – singl
- 2017 - Šok
- 2018 - Modrý z nebe –singl
- 2019 - Vlasy havraní - singl
- 2019 - Narozky - singl
- 2019 - Kontra-revoluce (singl)
- 2020 - Severní píseň
- 2020 - I Don't Need - singl
- 2021 - Už dost! - singl
- 2022 - Zpátky do normálu
- 2023 - Divoký koně - singl
- 2025 - Offline